# Patagóniai menyét
A patagóniai menyét (Lyncodon patagonicus) az emlősök (Mammalia) osztályának ragadozók (Carnivora) rendjébe, ezen belül a menyétfélék (Mustelidae) családjába és a zorillaformák (Ictonychinae) alcsaládjába tartozó Lyncodon nem egyetlen faja.

## Előfordulása
A patagóniai menyét a dél-amerikai Patagónia síkságain megtalálható. Argentína és Chile területén honos.

## Alfajai
- L. p. patagonicus de Blainville, 1842
- L. p. thomasi Cabrera, 1928

## Megjelenése
Nem túl nagy, testhossza 40 cm körüli, ám ebből 15 cm a farka. Apró, rövid lábai erős karmokban végződnek, melyeknek nagy hasznát veszi, amikor a patagóniai síkságon neki áll üreget ásni. Kemény, sprőd szőrzete vörösesbarna. Feje tetejéről kiindulva világos, sárgás sáv keresztezi pofáját, és lenyúlik a nyaka alá, egészen a mellkasáig. Hosszú tapintósörtéivel a sötétben is könnyedén érzékeli az akadályokat. Sajátos fogazata 28 fogból áll, és a hiúzéhoz hasonlít. A Lyncodon nem neve erre utal, jelentése „hiúzfog”.

## Életmódja
Napközben földmélyedésekben vagy sziklahasadékokban pihen. Éjjel aktív, az est leszálltakor nekivág a pusztának táplálék után kutatva. Rendkívül mozgékony, ügyes állat, szaglása és hallása módfelett fejlett. Szinte bármilyen talajon mozgó célpontra vadászik. földön megpihenő madarak, apróbb hüllők: gyíkok vagy kisebb kígyók éppúgy beleférnek étrendjébe, mint a kétéltűek: békák és varangyok. Elrabolja a földön fészkelő madarak tojásait, de főképp rágcsálókat ejt el, például egeret és patkányt. A patagóniai menyét oly mértékben agresszív, hogy nem retten el a nála nagyobb termetű állatoktól sem, ezeket is sikerrel leteríti. Amikor a lakott területekre merészkedve beoson a tyúkólakban, erős vadászösztöne miatt valamennyi menekülni próbáló szárnyast torkon ragad és megfojt: jóval többet, mint amennyi éhsége csillapításához elegendő lenne számára. A patagóniai menyét élettartama ismeretlen.

## Szaporodása
A párzási időszak a tél végére esik. A nőstény 2 hónap vemhesség végén 2 kölyöknek ad életet október-november, ami a déli félgömbön késő tavaszi időszaknak felel meg. A kölykök születésükkor csupaszok és vakok. Egy hónapos korukra puha pihék borítják testüket, és kinyílik a szemük. Az anyaállat körülbelül 2 hónapig szoptat. A kicsikről mindkét szülő gondoskodik, és az elválasztás után felváltva szerzik számukra a táplálékot.